# Unicodeblock Tangsa
Der Unicodeblock Tangsa (engl.: Tangsa, U+16A70 bis U+16ACF) enthält Zeichen der Tangsa-Sprache. Dieses Alphabet wurde um 1990 von Lakhum Mossang entwickelt. Die Sprache wird in Indien und Myanmar gesprochen.

## Tabelle
| Unicodenummer   | Zeichen (400 %) | Kategorie                               | Offizielle Bezeichnung  | Beschreibung                |
| --------------- | --------------- | --------------------------------------- | ----------------------- | --------------------------- |
| U+16A70 (92784) | 𖩰               | anderer Buchstabe, Silbe oder Ideogramm | TANGSA LETTER OZ        | Tangsa-Buchstabe OZ         |
| U+16A71 (92785) | 𖩱               | anderer Buchstabe, Silbe oder Ideogramm | TANGSA LETTER OC        | Tangsa-Buchstabe OC         |
| U+16A72 (92786) | 𖩲               | anderer Buchstabe, Silbe oder Ideogramm | TANGSA LETTER OQ        | Tangsa-Buchstabe OQ         |
| U+16A73 (92787) | 𖩳               | anderer Buchstabe, Silbe oder Ideogramm | TANGSA LETTER OX        | Tangsa-Buchstabe OX         |
| U+16A74 (92788) | 𖩴               | anderer Buchstabe, Silbe oder Ideogramm | TANGSA LETTER AZ        | Tangsa-Buchstabe AZ         |
| U+16A75 (92789) | 𖩵               | anderer Buchstabe, Silbe oder Ideogramm | TANGSA LETTER AC        | Tangsa-Buchstabe AC         |
| U+16A76 (92790) | 𖩶               | anderer Buchstabe, Silbe oder Ideogramm | TANGSA LETTER AQ        | Tangsa-Buchstabe AQ         |
| U+16A77 (92791) | 𖩷               | anderer Buchstabe, Silbe oder Ideogramm | TANGSA LETTER AX        | Tangsa-Buchstabe AX         |
| U+16A78 (92791) | 𖩸               | anderer Buchstabe, Silbe oder Ideogramm | TANGSA LETTER VZ        | Tangsa-Buchstabe VZ         |
| U+16A79 (92793) | 𖩹               | anderer Buchstabe, Silbe oder Ideogramm | TANGSA LETTER VC        | Tangsa-Buchstabe VC         |
| U+16A7A (92794) | 𖩺               | anderer Buchstabe, Silbe oder Ideogramm | TANGSA LETTER VQ        | Tangsa-Buchstabe VQ         |
| U+16A7B (92795) | 𖩻               | anderer Buchstabe, Silbe oder Ideogramm | TANGSA LETTER VX        | Tangsa-Buchstabe VX         |
| U+16A7C (92796) | 𖩼               | anderer Buchstabe, Silbe oder Ideogramm | TANGSA LETTER EZ        | Tangsa-Buchstabe EZ         |
| U+16A7D (92797) | 𖩽               | anderer Buchstabe, Silbe oder Ideogramm | TANGSA LETTER EC        | Tangsa-Buchstabe EC         |
| U+16A7E (92798) | 𖩾               | anderer Buchstabe, Silbe oder Ideogramm | TANGSA LETTER EQ        | Tangsa-Buchstabe EQ         |
| U+16A7F (92799) | 𖩿               | anderer Buchstabe, Silbe oder Ideogramm | TANGSA LETTER EX        | Tangsa-Buchstabe EX         |
| U+16A80 (92800) | 𖪀               | anderer Buchstabe, Silbe oder Ideogramm | TANGSA LETTER IZ        | Tangsa-Buchstabe IZ         |
| U+16A81 (92801) | 𖪁               | anderer Buchstabe, Silbe oder Ideogramm | TANGSA LETTER IC        | Tangsa-Buchstabe IC         |
| U+16A82 (92802) | 𖪂               | anderer Buchstabe, Silbe oder Ideogramm | TANGSA LETTER IQ        | Tangsa-Buchstabe IQ         |
| U+16A83 (92803) | 𖪃               | anderer Buchstabe, Silbe oder Ideogramm | TANGSA LETTER IX        | Tangsa-Buchstabe IX         |
| U+16A84 (92804) | 𖪄               | anderer Buchstabe, Silbe oder Ideogramm | TANGSA LETTER UZ        | Tangsa-Buchstabe UZ         |
| U+16A85 (92805) | 𖪅               | anderer Buchstabe, Silbe oder Ideogramm | TANGSA LETTER UC        | Tangsa-Buchstabe UC         |
| U+16A86 (92806) | 𖪆               | anderer Buchstabe, Silbe oder Ideogramm | TANGSA LETTER UQ        | Tangsa-Buchstabe UQ         |
| U+16A87 (92807) | 𖪇               | anderer Buchstabe, Silbe oder Ideogramm | TANGSA LETTER UX        | Tangsa-Buchstabe UX         |
| U+16A88 (92808) | 𖪈               | anderer Buchstabe, Silbe oder Ideogramm | TANGSA LETTER AWZ       | Tangsa-Buchstabe AWZ        |
| U+16A89 (92809) | 𖪉               | anderer Buchstabe, Silbe oder Ideogramm | TANGSA LETTER AWC       | Tangsa-Buchstabe AWC        |
| U+16A8A (92810) | 𖪊               | anderer Buchstabe, Silbe oder Ideogramm | TANGSA LETTER AWQ       | Tangsa-Buchstabe AWQ        |
| U+16A8B (92811) | 𖪋               | anderer Buchstabe, Silbe oder Ideogramm | TANGSA LETTER AWX       | Tangsa-Buchstabe AWX        |
| U+16A8C (92812) | 𖪌               | anderer Buchstabe, Silbe oder Ideogramm | TANGSA LETTER UIZ       | Tangsa-Buchstabe UIZ        |
| U+16A8D (92813) | 𖪍               | anderer Buchstabe, Silbe oder Ideogramm | TANGSA LETTER UIC       | Tangsa-Buchstabe UIC        |
| U+16A8E (92814) | 𖪎               | anderer Buchstabe, Silbe oder Ideogramm | TANGSA LETTER UIQ       | Tangsa-Buchstabe UIQ        |
| U+16A8F (92815) | 𖪏               | anderer Buchstabe, Silbe oder Ideogramm | TANGSA LETTER UIX       | Tangsa-Buchstabe UIX        |
| U+16A90 (92816) | 𖪐               | anderer Buchstabe, Silbe oder Ideogramm | TANGSA LETTER FINAL NG  | Tangsa-Buchstabe Finaler NG |
| U+16A91 (92817) | 𖪑               | anderer Buchstabe, Silbe oder Ideogramm | TANGSA LETTER LONG UEX  | Tangsa-Buchstabe Langer UEX |
| U+16A92 (92818) | 𖪒               | anderer Buchstabe, Silbe oder Ideogramm | TANGSA LETTER SHORT UEZ | Tangsa-Buchstabe Kurzer UEZ |
| U+16A93 (92819) | 𖪓               | anderer Buchstabe, Silbe oder Ideogramm | TANGSA LETTER SHORT AWX | Tangsa-Buchstabe Kurzer AWX |
| U+16A94 (92820) | 𖪔               | anderer Buchstabe, Silbe oder Ideogramm | TANGSA LETTER UEC       | Tangsa-Buchstabe UEC        |
| U+16A95 (92821) | 𖪕               | anderer Buchstabe, Silbe oder Ideogramm | TANGSA LETTER UEZ       | Tangsa-Buchstabe UEZ        |
| U+16A96 (92822) | 𖪖               | anderer Buchstabe, Silbe oder Ideogramm | TANGSA LETTER UEQ       | Tangsa-Buchstabe UEQ        |
| U+16A97 (92823) | 𖪗               | anderer Buchstabe, Silbe oder Ideogramm | TANGSA LETTER UEX       | Tangsa-Buchstabe UEX        |
| U+16A98 (92824) | 𖪘               | anderer Buchstabe, Silbe oder Ideogramm | TANGSA LETTER UIUZ      | Tangsa-Buchstabe UIUZ       |
| U+16A99 (92825) | 𖪙               | anderer Buchstabe, Silbe oder Ideogramm | TANGSA LETTER UIUC      | Tangsa-Buchstabe UIUC       |
| U+16A9A (92826) | 𖪚               | anderer Buchstabe, Silbe oder Ideogramm | TANGSA LETTER UIUQ      | Tangsa-Buchstabe UIUQ       |
| U+16A9B (92827) | 𖪛               | anderer Buchstabe, Silbe oder Ideogramm | TANGSA LETTER UIUZ      | Tangsa-Buchstabe UIUZ       |
| U+16A9C (92828) | 𖪜               | anderer Buchstabe, Silbe oder Ideogramm | TANGSA LETTER MZ        | Tangsa-Buchstabe MZ         |
| U+16A9D (92829) | 𖪝               | anderer Buchstabe, Silbe oder Ideogramm | TANGSA LETTER MC        | Tangsa-Buchstabe MC         |
| U+16A9E (92830) | 𖪞               | anderer Buchstabe, Silbe oder Ideogramm | TANGSA LETTER MQ        | Tangsa-Buchstabe MQ         |
| U+16A9F (92831) | 𖪟               | anderer Buchstabe, Silbe oder Ideogramm | TANGSA LETTER MX        | Tangsa-Buchstabe MX         |
| U+16AA0 (92832) | 𖪠               | anderer Buchstabe, Silbe oder Ideogramm | TANGSA LETTER KA        | Tangsa-Buchstabe KA         |
| U+16AA1 (92833) | 𖪡               | anderer Buchstabe, Silbe oder Ideogramm | TANGSA LETTER KHA       | Tangsa-Buchstabe KHA        |
| U+16AA2 (92834) | 𖪢               | anderer Buchstabe, Silbe oder Ideogramm | TANGSA LETTER GA        | Tangsa-Buchstabe GA         |
| U+16AA3 (92835) | 𖪣               | anderer Buchstabe, Silbe oder Ideogramm | TANGSA LETTER NGA       | Tangsa-Buchstabe NGA        |
| U+16AA4 (92836) | 𖪤               | anderer Buchstabe, Silbe oder Ideogramm | TANGSA LETTER SA        | Tangsa-Buchstabe SA         |
| U+16AA5 (92837) | 𖪥               | anderer Buchstabe, Silbe oder Ideogramm | TANGSA LETTER YA        | Tangsa-Buchstabe YA         |
| U+16AA6 (92838) | 𖪦               | anderer Buchstabe, Silbe oder Ideogramm | TANGSA LETTER WA        | Tangsa-Buchstabe WA         |
| U+16AA7 (92839) | 𖪧               | anderer Buchstabe, Silbe oder Ideogramm | TANGSA LETTER PA        | Tangsa-Buchstabe PA         |
| U+16AA8 (92840) | 𖪨               | anderer Buchstabe, Silbe oder Ideogramm | TANGSA LETTER NYA       | Tangsa-Buchstabe NYA        |
| U+16AA9 (92841) | 𖪩               | anderer Buchstabe, Silbe oder Ideogramm | TANGSA LETTER PHA       | Tangsa-Buchstabe PHA        |
| U+16AAA (92842) | 𖪪               | anderer Buchstabe, Silbe oder Ideogramm | TANGSA LETTER BA        | Tangsa-Buchstabe BA         |
| U+16AAB (92843) | 𖪫               | anderer Buchstabe, Silbe oder Ideogramm | TANGSA LETTER MA        | Tangsa-Buchstabe MA         |
| U+16AAC (92844) | 𖪬               | anderer Buchstabe, Silbe oder Ideogramm | TANGSA LETTER NA        | Tangsa-Buchstabe NA         |
| U+16AAD (92845) | 𖪭               | anderer Buchstabe, Silbe oder Ideogramm | TANGSA LETTER LA        | Tangsa-Buchstabe LA         |
| U+16AAE (92846) | 𖪮               | anderer Buchstabe, Silbe oder Ideogramm | TANGSA LETTER HA        | Tangsa-Buchstabe HA         |
| U+16AAF (92847) | 𖪯               | anderer Buchstabe, Silbe oder Ideogramm | TANGSA LETTER HTA       | Tangsa-Buchstabe HTA        |
| U+16AB0 (92848) | 𖪰               | anderer Buchstabe, Silbe oder Ideogramm | TANGSA LETTER TA        | Tangsa-Buchstabe TA         |
| U+16AB1 (92849) | 𖪱               | anderer Buchstabe, Silbe oder Ideogramm | TANGSA LETTER DA        | Tangsa-Buchstabe DA         |
| U+16AB2 (92850) | 𖪲               | anderer Buchstabe, Silbe oder Ideogramm | TANGSA LETTER RA        | Tangsa-Buchstabe RA         |
| U+16AB3 (92851) | 𖪳               | anderer Buchstabe, Silbe oder Ideogramm | TANGSA LETTER NHA       | Tangsa-Buchstabe NHA        |
| U+16AB4 (92852) | 𖪴               | anderer Buchstabe, Silbe oder Ideogramm | TANGSA LETTER SHA       | Tangsa-Buchstabe SHA        |
| U+16AB5 (92853) | 𖪵               | anderer Buchstabe, Silbe oder Ideogramm | TANGSA LETTER CA        | Tangsa-Buchstabe CA         |
| U+16AB6 (92854) | 𖪶               | anderer Buchstabe, Silbe oder Ideogramm | TANGSA LETTER TSA       | Tangsa-Buchstabe TSA        |
| U+16AB7 (92855) | 𖪷               | anderer Buchstabe, Silbe oder Ideogramm | TANGSA LETTER GHA       | Tangsa-Buchstabe GHA        |
| U+16AB8 (92856) | 𖪸               | anderer Buchstabe, Silbe oder Ideogramm | TANGSA LETTER HTTA      | Tangsa-Buchstabe HTTA       |
| U+16AB9 (92857) | 𖪹               | anderer Buchstabe, Silbe oder Ideogramm | TANGSA LETTER THA       | Tangsa-Buchstabe THA        |
| U+16ABA (92858) | 𖪺               | anderer Buchstabe, Silbe oder Ideogramm | TANGSA LETTER XA        | Tangsa-Buchstabe XA         |
| U+16ABB (92859) | 𖪻               | anderer Buchstabe, Silbe oder Ideogramm | TANGSA LETTER FA        | Tangsa-Buchstabe FA         |
| U+16ABC (92860) | 𖪼               | anderer Buchstabe, Silbe oder Ideogramm | TANGSA LETTER DHA       | Tangsa-Buchstabe DHA        |
| U+16ABD (92861) | 𖪽               | anderer Buchstabe, Silbe oder Ideogramm | TANGSA LETTER CHA       | Tangsa-Buchstabe CHA        |
| U+16ABE (92862) | 𖪾               | anderer Buchstabe, Silbe oder Ideogramm | TANGSA LETTER ZA        | Tangsa-Buchstabe ZA         |
| U+16ABF (92863) | 𖪿               | anderes Zahlzeichen                     | TANGSA DIGIT ZERO       | Tangsa-Ziffer Null          |
| U+16AC0 (92864) | 𖫀               | anderes Zahlzeichen                     | TANGSA DIGIT ONE        | Tangsa-Ziffer Eins          |
| U+16AC2 (92865) | 𖫂               | anderes Zahlzeichen                     | TANGSA DIGIT TWO        | Tangsa-Ziffer Zwei          |
| U+16AC3 (92866) | 𖫃               | anderes Zahlzeichen                     | TANGSA DIGIT THREE      | Tangsa-Ziffer Drei          |
| U+16AC4 (92867) | 𖫄               | anderes Zahlzeichen                     | TANGSA DIGIT FOUR       | Tangsa-Ziffer Vier          |
| U+16AC5 (92868) | 𖫅               | anderes Zahlzeichen                     | TANGSA DIGIT FIVE       | Tangsa-Ziffer Fünf          |
| U+16AC6 (92869) | 𖫆               | anderes Zahlzeichen                     | TANGSA DIGIT SIX        | Tangsa-Ziffer Sechs         |
| U+16AC7 (92870) | 𖫇               | anderes Zahlzeichen                     | TANGSA DIGIT SEVEN      | Tangsa-Ziffer Sieben        |
| U+16AC8 (92871) | 𖫈               | anderes Zahlzeichen                     | TANGSA DIGIT EIGHT      | Tangsa-Ziffer Acht          |
| U+16AC9 (92872) | 𖫉               | anderes Zahlzeichen                     | TANGSA DIGIT NINE       | Tangsa-Ziffer Neun          |